# Венгерская национальная галерея
Венгерская национальная галерея (венг. Magyar Nemzeti Galéria) — один из ведущих художественных музеев Венгрии, обладающий обширной коллекцией венгерского искусства от Средних веков и до XX века. В экспозиции галереи собраны работы исключительно венгерских художников или созданные на территории Венгрии. Галерея размещается в Королевском дворце в Будайской крепости. Музей основан в 1957 году и вобрал в себя часть коллекции Музея изобразительных искусств, а также городских музеев и частных собраний. До 1975 года эта художественная коллекция демонстрировалась во Дворце правосудия на площади Лайоша Кошута, где в настоящее время расположился Этнографический музей.
Коллекция Венгерской национальной галереи, насчитывающая более 100 тысяч произведений искусства, занимает три крыла Королевского дворца и расположилась на нескольких этажах дворца. На цокольном этаже находится выставка средневековой и ренессансной скульптуры, а также готической деревянной скульптуры и росписи по дереву XIV—XV веков. На первом этаже демонстрируются готические триптихи, в том числе всемирно известное «Благовещение» (1506), а также работы австрийских художников барокко XVII века и венгерских живописцев и скульпторов XIX века, в том числе работа художника бидермейера Миклоша Барабаша, художника исторического жанра Дьюлы Бенцура, представителя романтизма Виктора Мадараса, постимпрессионистов, в том числе Михая Мункачи («Зевающий ученик», «Пыльная дорога»). Второй этаж отведён под венгерскую живопись и скульптуру XX века, и здесь представлены работы Пала Синьеи-Мерше, Йожефа Риппля-Ронаи, Кароя Ференци, Тивадара Костки Чонтвари, Енё Кереньи и других.